# Mózer István
Mózer István (Arad, 1929. december 25. – Békéscsaba, 2008. december 15.[forrás?]) aradi magyar újságíró, kritikus, tanulmányíró.

## Életútja
Középiskolát szülővárosában végzett a Katolikus Gimnáziumban (1948), a Bolyai Tudományegyetemen magyar nyelv és irodalom szakos diplomát szerzett (1952). Az államosított gimnázium utódintézetében tanár (1952–55), tartományi magyar tanfelügyelő, majd a Ioan Slavici Líceum igazgatóhelyettese (1959–67). A Vörös Lobogó művelődési osztály vezetője és szerkesztője (1967–89), majd 1989 végétől 1991-ig a Nyugati Jelen aradi napilap belső munkatársa.
Első írása a Vörös Lobogóban jelent meg (1953). Mint tanár az iskolai színpad felvirágoztatásával, mint szerkesztő a haladó hagyományok, a népköltészeti gyűjtés és a fiatal író-tehetségek felkarolásával szolgálja a magyar művelődést. Riporter, tárcaíró, színikritikus, a Művelődés, Utunk, A Hét, Új Élet munkatársa. Előszót írt Károly Sándor Keserűsó című paródia- és szatíragyűjteménye elé (1975), Nagy Dániel életművéről folytatott kutatásairól számol be az aradi Tóth Árpád Irodalmi Kör Önarckép című antológiájában (1982) s az író születésének 100. évfordulóján Az "úgynevezett legmagasabb szellemi pályán..." című alatt az Utunkban (1986/36). Szerkesztésében és utószavával jelent meg Apácai Bölöni Sándor és Gulácsi Zoltán pécskai és nagyvarjasi Búza, búza, de szép tábla búza című népdalgyűjteménye (Arad 1978).